# Nina Bari
Pour les articles homonymes, voir Bari (homonymie).
Nina Karlovna Bari (russe : Нина Карловна Бари (19 novembre 1901, Moscou – 15 juillet 1961, Moscou) est une mathématicienne soviétique connue pour son travail sur les séries trigonométriques et la théorie des fonctions.

## Biographie
Nina Bari est la fille d'Olga Eduardovna Seligson et Karl Adolfovich Bari, un médecin. Elle étudie dans une école privée à Moscou réservée aux filles, où elle développe un grand potentiel pour les mathématiques. À cette époque, la qualité de l'enseignement pour les filles est inférieur à celui pour les garçons. Nina Bari veut montrer que, bien qu'elle soit une fille, elle a des compétences en mathématiques; elle prend donc l'initiative de passer les examens finaux pour garçons.
Après la Révolution d'Octobre 1917 en Russie, le parti bolchevique présente des réformes éducatives majeures, qui permettent pour la première fois l'ouverture des universités aussi bien aux femmes qu'aux hommes. Nina Bari peut ainsi poursuivre ses études à l'université d'État de Moscou, après la réussite de ses examens. Elle y suit les cours de Nikolaï Nikolaevich Luzin sur les fonctions d'une variable réelle et, à 17 ans, rejoint le groupe «Lusitania». Elle y commence son travail sur la théorie des fonctions. Nina Bari décide de passer la majeure partie de ses recherches dans cette branche, même après que le groupe s'est dissous. Elle est une excellente élève et elle obtient son diplôme tôt, en 1921. C'est lors de cette année qu'elle rencontre son futur mari, Viktor Vladimirovitch Nemytskii, avec lequel elle partage des intérêts non seulement mathématiques, mais aussi un amour des randonnées pédestres en montagne.
En 1921, après l'obtention de son diplôme, elle travaille comme enseignante dans des facultés de mathématiques et de physiques de l'État de Moscou. Elle obtient un poste de recherche à l'institut de recherches en mathématiques et mécaniques de Moscou et étudie, sous la direction de Luzin, la théorie des fonctions trigonométriques. Elle souhaite résoudre le problème de l'unicité des séries trigonométriques. La question de base de sa thèse est : «Selon quelles conditions, le développement en série trigonométrique d'une fonction donnée est-il unique ?».
En 1922, elle présente à la Société mathématique de Moscou ses conclusions principales sur les séries trigonométriques, qui sont publiées en 1923. Elle reçoit en 1926 le prix de la Glavnauka pour ses explications aux divers problèmes difficiles sur les fonctions trigonométriques. La même année, elle part à l'étranger pour étudier et travailler pendant six mois à la Sorbonne et l'Université en France à Paris, assistée par Jacques Hadamard. Un an plus tard elle visite Lvov, en Pologne, où elle assiste au Congrès mathématique polonais. En 1928, elle assiste au Congrès international des mathématiciens à Bologne, durant lequel elle donne un cours aux invités sur la structure analytique d'une fonction continue arbitraire. Durant cette même année, on lui attribue une bourse de la fondation Rockefeller qui lui donne la chance de continuer ses études à Paris jusqu'en 1929. En 1935, elle reçoit le diplôme de docteur es Sciences Physiques-mathématiques.
Elle décide de publier, en 1952, un article où elle établit que toute fonction finie et mesurable presque partout, possède presque partout une primitive, dont la dérivée de la série de Fourier converge presque partout vers la fonction de départ,.
Elle obtient aussi des résultats significatifs sur des propriétés de systèmes orthogonaux et biorthogonaux. Certains de ces systèmes sont le système Bessel, le système de Hilbert et le système Riesz-Fischer. Bari écrit aussi une monographie de neuf cents pages. Dans ce livre elle parle de toutes sortes de problèmes impliquant les séries trigonométriques. Sa monographie devient la référence de base pour tous les mathématiciens se concentrant sur la théorie des fonctions et la théorie des séries. Bari est considérée comme le principal leader des mathématiques à l'Université d'État de Moscou. Elle aide beaucoup d'étudiants à obtenir leur doctorat et améliorer leurs thèses.
Elle se suicide le 15 juillet 1961, en se jetant sous une rame du métro de Moscou. Elle est inhumée au cimetière de la Présentation.

## Sources
- (en) John J. O'Connor et Edmund F. Robertson, « Nina Karlovna Bari », sur MacTutor, université de St Andrews.
- (en) « Nina Karlovna Bari », sur le site du Mathematics Genealogy Project
- Women of Mathematics: A Bibliographic Sourcebook. Edited by Louise S. Grinstein and Paul J. Campbell. Greenwood Press. 1987.
- (en) D E Men'shov, S B Stechkin et P L Ul'yanov, « NINA KARLOVNA BARI - Obituary », Russian Mathematical Surveys, vol. 17, no 1,‎ 1962, p. 119-127 (DOI 10.1070/RM1962v017n01ABEH001125).